# Sýček lesní
Sýček lesní (Heteroglaux blewitti) je vzácný druh sovy rozšířený ostrůvkovitě v týkových lesích střední Indie.
Sýček lesní je podsaditá sova s poměrně velkou hlavou, dosahující délky 23 cm. Hlava, záda a hruď jsou hnědé se světlejšími skvrnami, břicho a spodní část křídel jsou bílé, oči a zobák jasně žluté. Od příbuzného sýčka brahmínského se liší řidšími a méně výraznými skvrnami. Hnízdí na týkových nebo kadidlovníkových stromech. Loví za soumraku, kořist tvoří převážně drobní plazi a hlodavci. Mezi samci byly zaznamenány případy kanibalismu.
Druh byl objeven v roce 1872, pozorování však byla velmi řídká a brzy ustala úplně. Za posledního sýčka lesního byl proto pokládán exemplář, který zastřelil roku 1914 v Gudžarátu britský důstojník Richard Meinertzhagen. Teprve v devadesátých letech 20. století přišla americká ornitoložka Pamela Rasmussenová podle odlišného stylu preparace na to, že pták z Meinertzhagenovy sbírky vystavovaný v londýnském Přírodopisném muzeu je ukradený a ve skutečnosti ho zastřelil James Davidson v roce 1884 v pohoří Sátpurá, tedy více než 500 km od Meinhertzhagenova vymyšleného nálezu. Rasmussenová vypravila na toto místo vědeckou expedici a v listopadu 1997 se jí skutečně podařilo pozorovat a nafilmovat živého sýčka lesního. Je známo čtrnáct lokalit, kde tento druh žije, ty se však zmenšují v důsledku masivního odlesňování Indie. Počet jedinců tohoto druhu se odhaduje maximálně na dvě stě padesát.